# Psychotria araguariensis
Psychotria araguariensis är en måreväxtart som beskrevs av Julian Alfred Steyermark. Psychotria araguariensis ingår i släktet Psychotria och familjen måreväxter. Inga underarter finns listade i Catalogue of Life.